# HD 125538
HD 125538，又名BD+39 2749，SAO 64064、HR 5369，是一颗恒星，视星等为6.86，位于銀經70.98，銀緯68.36，其B1900.0坐标为赤經14h 14m 49.1s，赤緯+39° 68.36′ 37″。